# バードアイランド

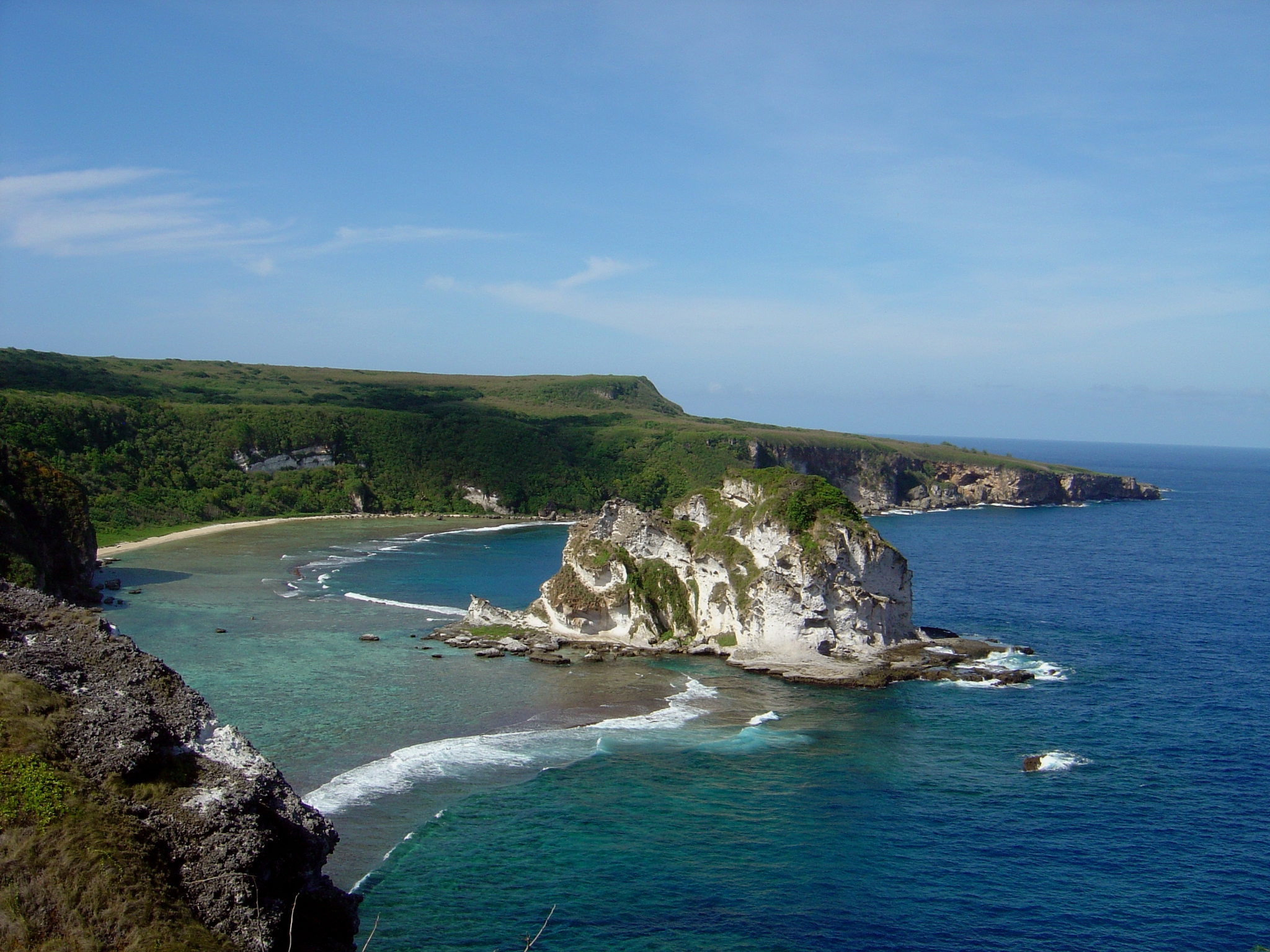
バードアイランド

バードアイランド （Bird Island） は、サイパン島北東部のマドック岬の南の入江に位置する陸繋島。

## 概要
正式名称はイスレタ・マイゴ・ファアン（Isleta Maigo Fahang）で、チャモロ語で「鳥たちが眠る島」という意味。様々なウミドリが多く飛来することから、自然保護区に指定されており、一般的にはバード・アイランドと呼ばれている。
石灰岩質の島であり、ウミドリが巣を作るのに格好の穴が無数にあるため、産卵期には巣が作られる。また、この島の付近の海はウミガメの生息地でもあるため、多くのウミガメが生息している。
上陸は許可されていないものの、対岸に展望台が設けられており、バードウォッチングや海面に上がってくるウミガメを見ることができる。

## 逸話

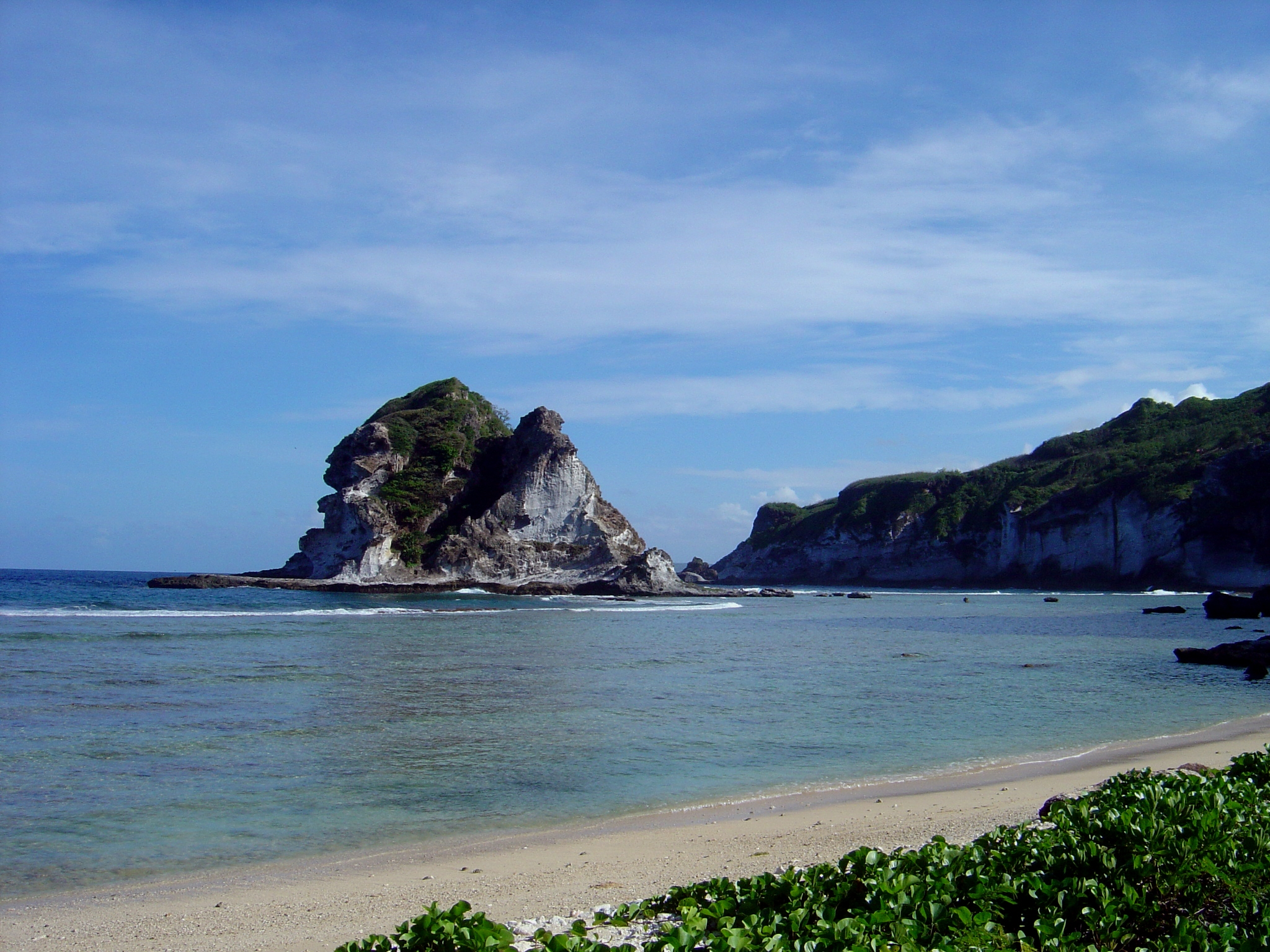
月見島

日本統治時代は、高知県の桂浜に匹敵する月見の名所として在留邦人に親しまれており、この島にかかる美しい満月を愛でる観月の宴が開かれていたことから、「月見島」とも呼ばれている。